# Chér (album iz 1966.)
Chér je treći album američke pjevačice Cher koji je izdala izdavačka kuća Imperial Records u listopadu 1966. godine. Cher i za ovaj album ponovno surađuje sa Sonny Bonom, Harry Bettisteom te Stan Rossom. Na albumu su i ovaj put većinom zastupljene obrade pjesama s jednom iznimkom čiji je autor Sonny. 

## Informacije o albumu
Album ponovno slijedi istu formulu kao i prva dva sa Sonnyjem kao izvršnim producentom koji se ponovno koncentrira na obrade ali pridonosi i jednu autorsku pjesmu. Na albumu je ovaj put još više prisutan francuski utjecaj te veća zastupljenost folka u odnosu na prošle albume. Jedini hit u Europi je proizvela je pjesma "Alfie". Riječ je o obradi pjesme autora Burt Bacharach iz istoimenog filma s Micheal Kainom u glavnoj ulozi. Iako se njena verzija pjesme našla na albumu koji prati film, ipak se verzija Dionne Warwick smatra definitivnom zbog komercijalno većeg uspjeha od verzije Cher. 
Unatoč činjenici da album nije pridonio povećem komercijalnom uspjehu ipak je proizveo tri singlice: baladu "Alfie", "I Feel Something in the Air" i "Sunny". Iste godine Cher je snimila i tri druge pjesme:  "She's No Better Than Me" objavljenu na B strani singlice "Alfie", "Ma Piano (Per Non Svegliarmi)" i "Nel Mio Cielo Ci Sei Tu", talijansku verziju pjesme "I Feel Something in the Air" objavljenu na B strani singlice "Ma Piano (Per Non Svegliarmi)". 
U prosincu 2005. godine ovaj je album zajedno s četvrtim albumom "With Love, Chér" objavljen na CD-u pod nazivom "Chér/With Love" u izdanju izdavačke kuće BGO Records sa svim pjesmama sa spomenutih albuma.
Popis pjesama:
Strana A
1. "Sunny" (Bobby Hebb) 3:06
2. "Twelfth of Never" (Jerry Livingston, Paul Francis Webster) 2:14
3. "You Don't Have to Say You Love Me" (Pino Donaggio, Vito Pallavicini) 2:45
4. "I Feel Something in the Air (Magic in the Air)" (Sonny Bono) 3:38
5. "Will You Love Me Tomorrow" (Gerry Goffin, Carole King) 2:55
6. "Until It's Time for You to Go" (Buffy Sainte-Marie) 2:45

Strana B
1. "Cruel War" (Paul Stookey, Peter Yarrow) 3:40
2. "Catch the Wind" (Donovan) 2:13
3. "The Pied Piper" (Steve Duboff, Artie Kornfield) 2:24
4. "Homeward Bound" (Paul Simon) 2:24
5. "I Want You" (Bob Dylan) 2:53
6. "Alfie" (Burt Bacharach, Hal David) 2:48

## Produkcija
- glavni vokal: Cher
- producent: Sonny Bono
- aranžer: Harold Battiste
- inženjer zvuka: Stan Ross
- umjetničko usmjerenje: Woody Woodward